# Старая Шудья
Старая Шудья — деревня в Алнашском районе Удмуртии, входит в Ромашкинское сельское поселение. Находится в 4 км к востоку от села Алнаши и в 84 км к юго-западу от Ижевска.
Население на 1 января 2008 года — 368 человек.

## История
По итогам десятой ревизии 1859 года в 33 дворах казённой деревни Шудья Лягушино Старая (Шудья) Елабужского уезда Вятской губернии проживали 92 жителя мужского пола и 106 женского. На 1914 год жители деревни Шудья (Старая Шудья, Лягушино) числились прихожанами Свято-Троицкой церкви села Алнаши.
В 1921 году, в связи с образованием Вотской автономной области, деревня передана в состав Можгинского уезда. В 1924 году при укрупнении сельсоветов она вошла в состав Алнашского сельсовета Алнашской волости. В 1929 году упраздняется уездно-волостное административное деление и деревня причислена к Алнашскому району, в том же году в Удмуртии начинается сплошная коллективизация.
- Безделов Виктор Андреевич (1865 г.р.) — кулак.
- Безделов Михаил Трофимович (1880 г.р.) — кулак.
- Безделов Илья Викторович — член семьи кулака.
- Безделова Василисса Андреевна — член семьи кулака.
- Безделова Надежда Елизаровна — член семьи кулака.
- Безделова Наталья Викторовна (1897 г.р.) — член семьи кулака.
- Безделов Семен Викторович (1903 г.р.) — член семьи кулака.
- Безделов Сергей Михайлович (1906 г.р.) — член семьи кулака.
- Безделов Александр Викторович (1908 г.р.) — член семьи кулака.
- Безделов Сергей Викторович (1911 г.р.) — член семьи кулака.
- Безделов Алексей Ильич (1922 г.р.) — член семьи кулака.
- Безделов Иван Сергеевич (1926 г.р.) — член семьи кулака.
- Безделова Анна Сергеевна (1934 г.р.) — член семьи кулака.
- Кузьмин Дмитрий Кузьмич (1912 г.р.) — бригадир. Арестован 25 октября 1940 года. Приговор: 6 лет.
- Птицин Петр Иванович (1882 г.р.) — священник. Арестован 13 июня 1936 года. Приговор: 4 Года.
- Репин Михаил Алексеевич (1891 г.р.) — арестован 13 октября 1929 года. Приговор: дело прекращено.

В мае 1930 года в деревне организована сельскохозяйственная артель (колхоз) «Батрак». Согласно уставу: «…В члены артели могли вступить все трудящиеся, достигшие 16-летнего возраста (за исключением кулаков и граждан, лишенных избирательных прав)…». В 1934 году в колхозе состояло 39 хозяйств с общим количеством населения 218 человек, у колхоза находилось 486,17 гектаров земли, имелись свиноводческая товарная ферма, кузница для ремонта сельхозинвентаря, мельница, из культурно-бытовых учреждений — изба-читальня. В 1935 году колхоз «Батрак» переименован в колхоз «имени Пушкина».
В 1950 году в результате объединения колхозов соседних деревень, образован укрупнённый колхоз «имени Пушкина», центральной усадьбой колхоза стала деревня Старая Шудья. В 1958 году колхозы «имени Пушкина» и «имени Крупской», объединены в колхоз «Россия», который в 1963 году был переименован в колхоз «Правда», центральная усадьба колхоза по прежнему размещалась в деревне Старая Шудья.
В 1991 году Алнашский сельсовет разделён на Алнашский и Ромашкинский сельсоветы, деревня передана в состав нового сельсовета. 16 ноября 2004 года Ромашкинский сельсовет был преобразован в муниципальное образование «Ромашкинское» и наделён статусом сельского поселения.

## Социальная инфраструктура
- Старо-Шудьинская основная школа — 63 ученика в 2008 году[11]
- Старо-Шудьинский детский сад

## Люди, связанные с деревней
- Балабанов Михаил Николаевич — уроженец деревни, призван Алнашским РВК в августе 1942 года, в бою у Буххольц 17 марта 1945 года отражал атаку танков и пехоты противника, из своего орудия подбил 2 средних танка, при повторной атаке подбил ещё 2 танка, при этом погиб у своего орудия. Посмертно награждён Орденом Отечественной войны I степени[12].
- Чебаков Николай Иванович — уроженец деревни, призван Алнашским РВК в июне 1941 года, на фронте с сентября 1941 года, окончил офицерские курсы в 1944 году. Имел ранения, награды: медаль «За боевые заслуги», орден «Красной Звезды», фронтовые медали[13].